# قلمرو اقیانوس هند بریتانیا
قلمرو اقیانوس هند بریتانیا (به انگلیسی: British Indian Ocean Territory، BIOT) همراه با مجمع‌الجزایر چاگوس یکی از سرزمین‌های فرادریایی بریتانیا در اقیانوس هند است و موقعیت آن در میان شرق اندونزی، غرب آفریقا و جنوب هند قرار دارد.

## جغرافیا
این مجموعه شامل شش جزیره مرجانی و ۱٬۰۰۰ جزیره کوچک با مجموع مساحتی معادل ۶۰ کیلومتر مربع (۲۳ مایل مربع) می‌باشد.
بزرگ‌ترین جزیره دیگو گارسیا نام دارد (مساحت ۴۴ کیلومتر مربع) که محوطه مشترک نظامی آمریکا و انگلیس است.
بعد از اخراج بومی‌ها تنها جمعیت این جزایر نیروهای نظامی آمریکا و انگلستان است که در حدود ۴۰۰۰ نفر (آمار ۲۰۰۴) هستند.

## نگارخانه

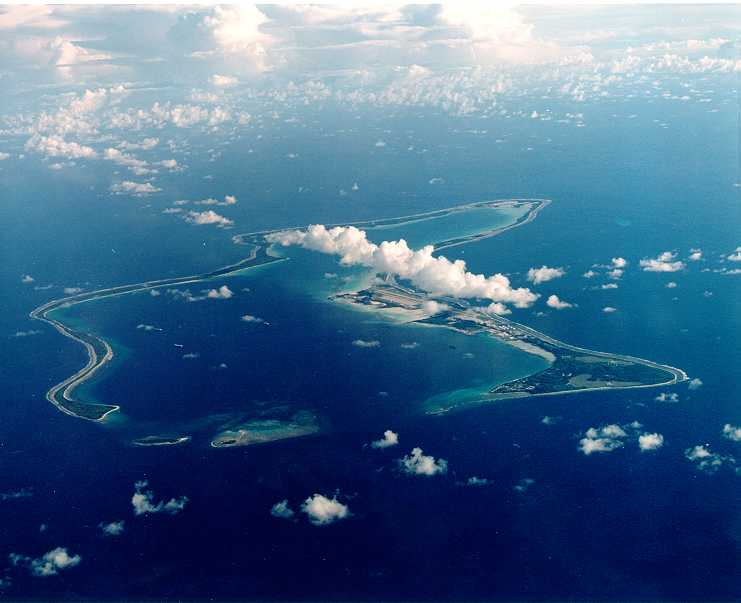
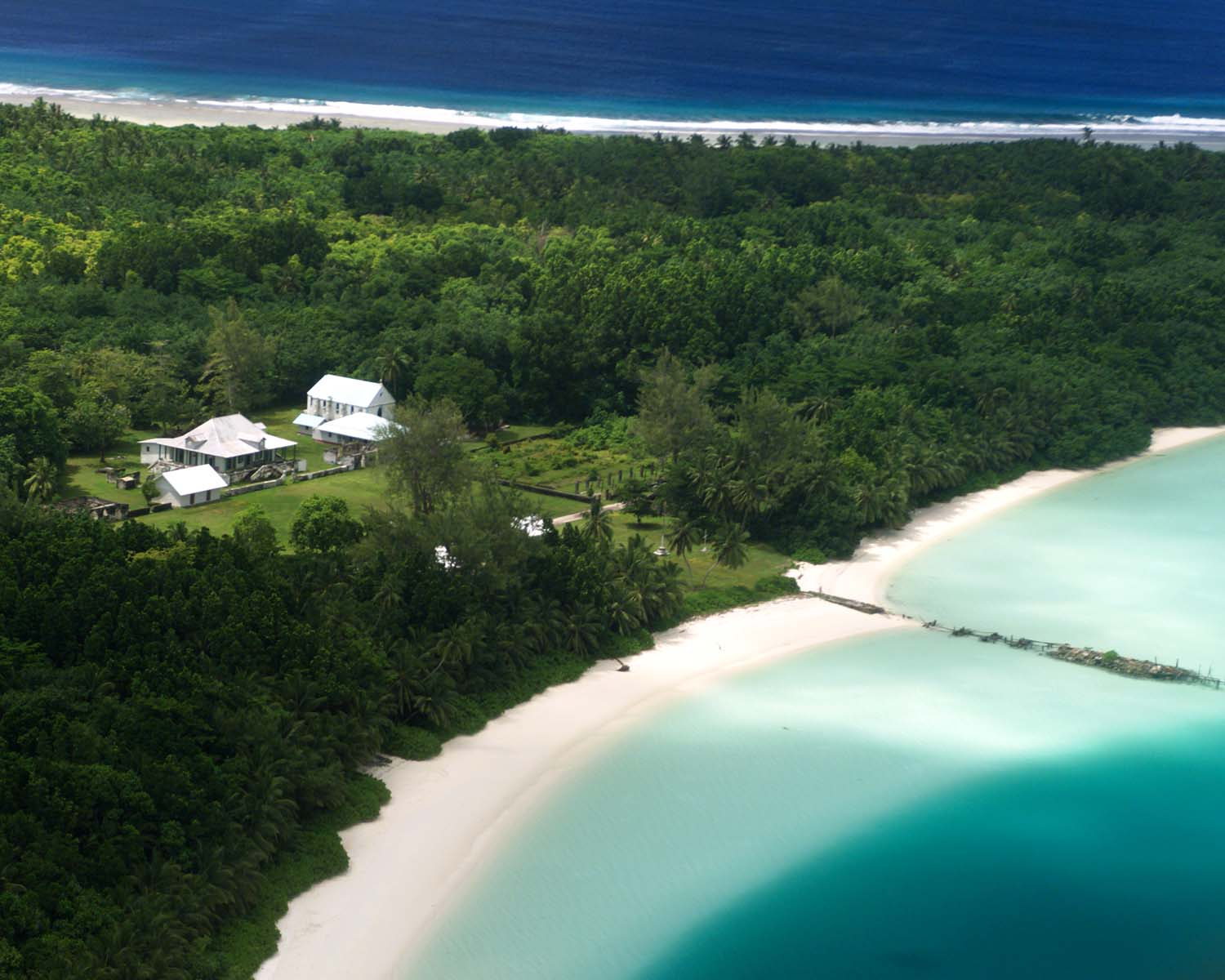
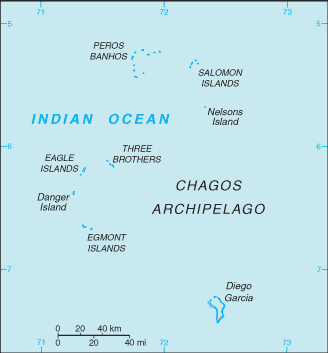